# Мухаммад аль-Марварруди
Мухаммад ибн Халид ибн Абд аль-Малик аль-Марварру́ди (араб. محمد بن خالد بن عبد الملك المرو الروذي‎; IX век) — астроном-наблюдатель, сын Халида аль-Марварруди. Вместе с отцом проводил астрономические наблюдения в Дамасской и Багдадской обсерватории при аббасидском халифе аль-Мамуне (786—833). Сын Мухаммада аль-Марварруди — Умар также стал астрономом, проводил исследования совместно с отцом и является автором ряда работ по астрономии.